# Cratere Jitka
Jitka  è un cratere sulla superficie di Venere.